# Tasso di crescita
L'andamento di una determinata variabile {\displaystyle X\;} nel tempo può essere espresso mediante un numero indice, dato dal rapporto tra il valore al tempo {\displaystyle t\;} e quello al tempo {\displaystyle t-1\;}, {\displaystyle {\frac {X_{t}}{X_{t-1}}}}, oppure mediante il tasso di crescita, dato dal rapporto tra l'incremento di {\displaystyle X\;} dal tempo {\displaystyle t-1\;} al tempo {\displaystyle t\;} ed il suo valore al tempo {\displaystyle t-1\;}:
{\displaystyle g_{t}={\frac {\Delta X_{t}}{X_{t-1}}}={\frac {X_{t}-X_{t-1}}{X_{t-1}}}={\frac {X_{t}}{X_{t-1}}}-1}
Ad esempio, il PIL reale italiano (anno di riferimento il 2000) è passato da 1.232.773 milioni di euro nel 2005 a 1.255.848 milioni di euro nel 2006, con un tasso di crescita pari a 0,0187 (1,87%):
{\displaystyle {\frac {1255848-1232773}{1232773}}={\frac {23075}{1232773}}=0.0187}
Il numero indice è invece (a meno dell'abituale moltiplicazione per 100):
{\displaystyle {\frac {1255848}{1232773}}=1.0187}
Segue immediatamente dalla loro definizione che il numero indice sarà sempre 1 in più al tasso di crescita.

## Tasso di crescita di un prodotto di variabili
Se la variabile che ci interessa è il prodotto di due altre variabili, il suo tasso di crescita è approssimativamente uguale alla somma dei tassi di crescita dei due fattori.
Ad esempio, il valore {\displaystyle V\;} di un bene è dato dal prodotto del prezzo unitario {\displaystyle P\;} per la quantità {\displaystyle Q\;} e si ha:
{\displaystyle {\frac {\Delta V_{t}}{V_{t-1}}}\approx {\frac {\Delta P_{t}}{P_{t-1}}}+{\frac {\Delta Q_{t}}{Q_{t-1}}}}
Infatti:
{\displaystyle {\begin{aligned}V_{t}&=P_{t}Q_{t}=(P_{t-1}+\Delta P_{t})(Q_{t-1}+\Delta Q_{t})=\\&=P_{t-1}Q_{t-1}+P_{t-1}\Delta Q_{t}+\Delta P_{t}Q_{t-1}+\Delta P_{t}\Delta Q_{t}=\\&=V_{t-1}+P_{t-1}\Delta Q_{t}+\Delta P_{t}Q_{t-1}+\Delta P_{t}\Delta Q_{t}\end{aligned}}}
da cui:
{\displaystyle {\begin{aligned}{\frac {V_{t}-V_{t-1}}{V_{t-1}}}&={\frac {P_{t-1}\Delta Q_{t}}{P_{t-1}Q_{t-1}}}+{\frac {\Delta P_{t}Q_{t-1}}{P_{t-1}Q_{t-1}}}+{\frac {\Delta P_{t}}{P_{t-1}}}\cdot {\frac {\Delta Q_{t}}{Q_{t-1}}}\\&\approx {\frac {\Delta Q_{t}}{Q_{t-1}}}+{\frac {\Delta P_{t}}{P_{t-1}}}\end{aligned}}}
in quanto, tipicamente, il prodotto di due tassi di crescita significativamente minori di 1 è molto piccolo.

## Tasso di crescita di una somma di due variabili
Se la variabile che interessa è la somma di due altre variabili, il suo tasso di crescita è uguale alla somma dei tassi di crescita dei due addendi, ponderati con le rispettive quote al periodo iniziale.
Ad esempio, il totale delle forze di lavoro {\displaystyle F} in Italia è aumentato, dal I trimestre 2011 al I trimestre 2012, da 24.402 a 24.931 migliaia di unità, con un tasso di incremento pari a 0,022 (2,2%). L'aumento è stato determinato dal simultaneo aumento degli occupati {\displaystyle O} (da 22.846 a 23.170 migliaia di unità) e delle persone in cerca di occupazione {\displaystyle D} (da 1.556 a 1.761 migliaia di unità). Si ha:
{\displaystyle {\begin{aligned}{\frac {\Delta F_{t}}{F_{t-1}}}&={\frac {\Delta (O_{t}+D_{t})}{O_{t-1}+D_{t-1}}}={\frac {\Delta O_{t}}{O_{t-1}+D_{t-1}}}+{\frac {\Delta D_{t}}{O_{t-1}+D_{t-1}}}=\\&={\frac {\Delta O_{t}}{O_{t-1}}}\cdot {\frac {O_{t-1}}{O_{t-1}+D_{t-1}}}+{\frac {\Delta D_{t}}{D_{t-1}}}\cdot {\frac {D_{t-1}}{O_{t-1}+D_{t-1}}}=\\&=\alpha {\frac {\Delta O_{t}}{O_{t-1}}}+(1-\alpha ){\frac {\Delta D_{t}}{D_{t-1}}}\end{aligned}}}
dove i due addendi sono detti contributi alla crescita di {\displaystyle F} da parte, rispettivamente, di {\displaystyle O} e di {\displaystyle D}.
Nell'esempio considerato si ha:
- {\displaystyle \alpha ={\frac {O_{t-1}}{O_{t-1}+D_{t-1}}}={\frac {22846}{22846+1556}}=0.9632}
- {\displaystyle {\frac {\Delta O_{t}}{O_{t-1}}}={\frac {23170-22846}{22846}}=0.0142}
- {\displaystyle 1-\alpha =1-0.9632=0.0638}
- {\displaystyle {\frac {\Delta D_{t}}{D_{t-1}}}={\frac {1761-1556}{1556}}=0.1317}
- {\displaystyle {\frac {\Delta F_{t}}{F_{t-1}}}=0.9632\cdot 0.0142+0.0638\cdot 0.1317=0.022}

## Tasso di crescita medio
Se si conoscono i tassi di crescita di una variabile {\displaystyle X} in più periodi, si può calcolare il tasso di crescita medio dal periodo iniziale al periodo finale.
A tale scopo, si considera che il numero indice dal tempo {\displaystyle 0} al tempo {\displaystyle t} è il prodotto dei numeri indice a base mobile di ciascun periodo:
{\displaystyle I_{0,t}={\frac {X_{1}}{X_{0}}}\cdot {\frac {X_{2}}{X_{1}}}\cdot {\frac {X_{3}}{X_{2}}}\dots {\frac {X_{t}}{X_{t-1}}}}
Il numero indice a base mobile medio è la media geometrica di quelli noti. Per ottenere il tasso di crescita medio basta sottrarre {\displaystyle 1}.
Ad esempio, il PIL reale italiano ha fatto registrare il seguente andamento:
|                             | 2002      | 2003      | 2004      | 2005      | 2006      |
| --------------------------- | --------- | --------- | --------- | --------- | --------- |
| PIL                         | 1.216.588 | 1.217.040 | 1.231.689 | 1.232.773 | 1.255.848 |
| Numeri indice a base mobile |           | 1,0004    | 1,0120    | 1,0009    | 1,0187    |

Il numero indice a base mobile medio è: {\displaystyle {\sqrt[{4}]{1.0004\cdot 1.0120\cdot 1.0009\cdot 1.0187}}=1.0080}, per un tasso di crescita medio annuo pari a 0.0080 (0.8%).
Infatti, partendo dal valore del 2002 si ottiene: {\displaystyle 1216588(1+0.0080)^{4}=1255848}.
Se invece si conoscessero solo il valore iniziale e quello finale:
{\displaystyle 1+i={\sqrt[{2006-2002}]{\frac {1255848}{1216588}}}={\sqrt[{4}]{1.03227}}=1.0080}
da cui i = 0.0080.

## Tasso di crescita istantaneo
Fin qui è stato descritto il tasso di crescita nel discreto, utile quando si dispone di serie storiche {\displaystyle \{X_{1},X_{2},\ldots ,X_{t-1},X_{t},X_{t+1},\ldots ,X_{T}\}}.
Se invece si desidera modellizzare la crescita nel continuo di una variabile teorica, può essere utile far riferimento al tasso di crescita istantaneo, rappresentato dal limite del rapporto incrementale quando l'intervallo temporale tende a zero:
{\displaystyle g={\frac {\dot {X}}{X}}}
dove
{\displaystyle {\dot {X}}={\mathop {\lim _{h\to 0}} {{X\left({t+h}\right)-X\left(t\right)} \over h}}}
Tale formalizzazione consente l'utilizzo degli strumenti del calcolo per descrivere l'evoluzione della variabile nel tempo continuo.

## Compound annual growth rate
Il Compound annual growth rate (CAGR) è la generalizzazione del tasso di crescita esponenziale medio in un orizzonte temporale di due o più anni. Indica un tasso di crescita annuale costante durante il periodo di tempo preso a riferimento, smorzando l'effetto della volatilità dei singoli rendimenti periodici, che può essere di entità tale da rendere non significativo il tasso di rendimento medio. 

Il CAGR è definito nel modo seguente:
{\displaystyle \mathrm {CAGR} (t_{0},t_{n})=\left({\frac {V(t_{n})}{V(t_{0})}}\right)^{\frac {1}{t_{n}-t_{0}}}-1}
dove {\displaystyle V(t_{0})} è il valore iniziale, {\displaystyle V(t_{n})} è il valore finale, e {\displaystyle t_{n}-t_{0}} è il numero di anni presi in esame.

Il CAGR non è una grandezza contabile, ma è piuttosto utilizzato per descrivere l'andamento temporale dei ricavi, del numero di unità di prodotto consegnate, del numero di utenti registrati, anche per comparare imprese operanti nello stesso settore.
Si consideri ad esempio un orizzonte temporale di tre anni:
| Year-End         | 12/31/2004 | 12/31/2007 |
| ---------------- | ---------- | ---------- |
| Year-End Revenue | 9,000      | 13,000     |
Allora, nel triennio dal 2004 al 2007, il ritorno aritmetico sarà pari a:
{\displaystyle {\text{AR}}={\frac {V(t_{n})-V(t_{0})}{V(t_{0})}}={\frac {13000-9000}{9000}}=44.44\%.}
Invece, il CAGR sarà:
{\displaystyle {\rm {CAGR}}(0,3)=\left({\frac {13000}{9000}}\right)^{\frac {1}{3}}-1=0.13=13\%} (annuo)
La controprova del calcolo del CAGR è data da:
{\displaystyle V(t_{n})=V(t_{0})\times (1+{\rm {CAGR}})^{n}},

che, sostituendo i valori (per n = 3), restituisce:
{\displaystyle =V(t_{0})\times (1+{\rm {CAGR}})\times (1+{\rm {CAGR}})\times (1+{\rm {CAGR}})}
{\displaystyle =9000\times 1.1304\times 1.1304\times 1.1304=13000}